# Tillandsia tonalaensis
Tillandsia tonalaensis är en gräsväxtart som beskrevs av Renate Ehlers. Tillandsia tonalaensis ingår i släktet Tillandsia och familjen Bromeliaceae. Inga underarter finns listade i Catalogue of Life.